# زاکالینکی
زاکالینکی (به لهستانی:  Zakalinki) یک روستا در لهستان است که در گمینا کونستانتنوو واقع شده‌است.